# András Schiffer

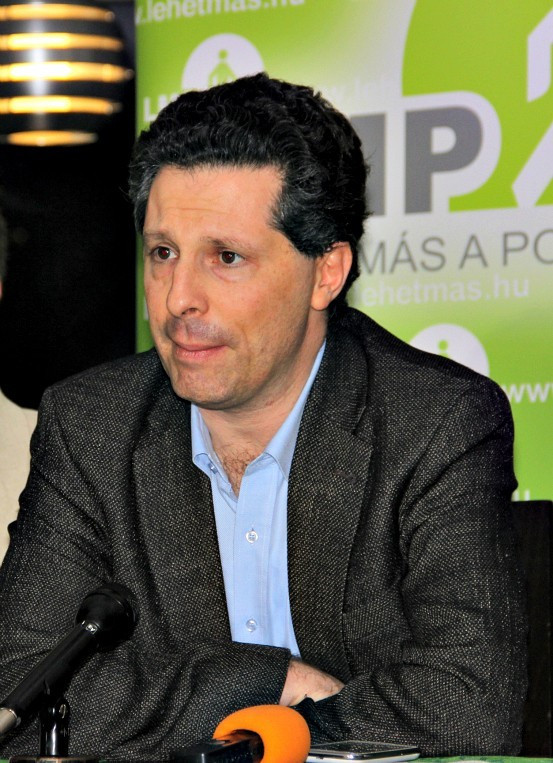
András Schiffer

András Schiffer (* 19. Juni 1971 in Budapest) ist ein ungarischer Rechtsanwalt und Politiker. Er war der Spitzenkandidat der 2009 gegründeten Partei LMP – Magyarország Zöld Pártja („Grüne Politik-Partei“) Ungarns, bei der Parlamentswahl in Ungarn 2010.
Von 1990 bis 1995 studierte er Staats-, Rechts- sowie Politikwissenschaft an der Loránd-Eötvös-Universität Budapest; er erlangte den Dr. jur. 1995. Von 1995 bis 1997 absolvierte er ein postgraduales Studium der Humanökologie.
2002 bis 2008 war Schiffer in der zivilgesellschaftlichen Umwelt- und Bürgerrechtsorganisation Védegylet aktiv. Diese Organisation nominierte 2005 ihren Mitbegründer László Sólyom für das Amt des Präsidenten Ungarns. Schiffer hatte für die letztlich erfolgreiche Wahlkampagne Sólyoms mitgearbeitet. 
Ende Mai 2016 kündigte Schiffer als Kovorsitzender und Fraktionschef der Partei LMP seinen Rückzug aus der Politik an.